# Parlophone
Parlophone Records Limited (познат и као Parlophone Records и Parlophone) је немачко-британска дискографска кућа коју је основао Карл Линдтрем 1896. године у Немачкој под називом Parlophon. Године 2013. власништво преузима Warner Music Group.